# Copilote (aviation)
Pour les articles homonymes, voir Copilote.
Le copilote d'un aéronef est le second pilote aux commandes d'un aéronef. Le copilote agit sous les ordres au commandant de bord qui est responsable de la navigation et de la sécurité de l'avion. Dans le transport aérien commercial, le copilote peut être appelé officier pilote de ligne ou first officer (premier officier).

## Obligation
Il est obligatoire d'avoir deux pilotes dans le cas où l'aéronef est complexe (exigence liée à la certification), ou dans le cas du transport commercial de passagers (exigence liée à la réglementation).

## Fonction
Le pilotage d'un aéronef est normalement partagé entre le commandant de bord et l'officier pilote de ligne, avec un pilote désigné comme « PF » (« pilote en fonction », ou, en anglais : Pilot Flying) et l'autre comme « PM » (en anglais : Pilot Monitoring) anciennement « PNF » (« pilote non en fonction » ou, en anglais : Pilot non flying) pour chacun des vols.
Cependant, même quand le copilote est le PF, le commandant de bord reste le responsable légal de l'aéronef, de ses passagers et de son équipage. 
Lors d'une journée de vol typique, les tâches de pilotage sont équitablement partagées.

## Place
Le copilote occupe généralement le siège de droite dans le poste de pilotage de l'avion. Dans les hélicoptères, c'est le commandant de bord qui est en principe à droite.

## Formation
De nombreuses compagnies aériennes proposent, par ordre d'ancienneté, l'accès à la fonction de commandant de bord aux copilotes expérimentés[réf. souhaitée].